# في بيتنا رجل (فلم)
في بيتنا رجل فيلم مصري، إنتاج 1961، بطولة عمر الشريف ورشدي أباظة وزبيدة ثروت وآخرين. كتب السيناريو إحسان عبد القدوس. الفيلم ضمن قائمة أفضل مئة فيلم في مئوية السينما المصرية.

## قصة الفيلم
يحكي الفيلم عن المناضل المصري أبراهيم حمدي (عمر الشريف) قتل قريبه أثناء مظاهرة على أيدي البوليس في الفترة ما قبل الثورة فيقرر الانتفام بقتل رئيس الوزراء الخائن الموالي للأنجليز ولكن يتم القبض عليه بعد قتل الوزير ويتم تعذيبه حتى يدخل أحد المستشفيات ولكنه يستغل فترة الأفطار في شهر رمضان ليقوم بالهرب لمنزل زميله الجامعي محي زاهر (حسن يوسف) الذي ليس له نشاط سياسي فيعيش في منزلهم فترة مع أبيه زاهر (حسين رياض) وتقع نوال (زبيدة ثروت ) أخت محي في حبه ولكنه يقرر السفر خارج مصر للهروب ولكنه بعدما علم بالقبض علي محي وأبن عمه عبد الحميد (رشدي أباظة) فيقرر تدمير معسكر للأنجليز بالعباسية ولكنه يقتل أثناء تفجير المعسكر ثم يخرج محي وعبد الحميد من السجن بعد أن يقرران مع نوال الانضمام للجماعة التي تقاوم الأنجليز مع زملاء أبراهيم حمدي

## أبطاله
يضم الفيلم نخبة كبيرة جدا من الفنانين الكبار مثل:
| البطولة         | الفيلم          | الدور                  |
| --------------- | --------------- | ---------------------- |
| إبراهيم حمدي    | عمر الشريف      | بطل الفيلم             |
| محيي زاهر       | حسن يوسف        | زميل إبراهيم في الكلية |
| عبد الحميد زاهر | رشدي اباظة      | ابن عم محيي            |
| زاهر            | حسين رياض       | والد محيي              |
| نوال            | زبيدة ثروت      | أخت محيي               |
| سامية           | زهرة العلا      | الأخت الثانية لمحيي    |
| الام            | ناهد سمير       | زوجة زاهر ووالدة محيي  |
| فهمي عبد العزيز | يوسف شعبان      | زميل إبراهيم حمدي      |
| همام بك         | عبد الخالق صالح | مدير أمن القاهرة       |
| فؤادالدباغ      | توفيق الدقن     | مساعد همام             |

## روابط خارجية
- مقالات تستعمل روابط فنية بلا صلة مع ويكي بيانات